# Aedes doonii
Aedes doonii är en tvåvingeart som beskrevs av Wattal, Bhatia och Kalra 1958. Aedes doonii ingår i släktet Aedes och familjen stickmyggor. Inga underarter finns listade i Catalogue of Life.